# Stites (Idaho)
Stites – miasto w Stanach Zjednoczonych, w stanie Idaho, w hrabstwie Idaho.